# Лимун-трава
Cymbopogon citratus познатији као лимун трава је тропска биљка из јужне и Југоисточне Азије.
Cymbopogon citratus се често продаје у облику стабљика. Иако може да расте у топлијим регионима са умереном климом, не трпи мразеве.

## Употреба у кулинарству
Cymbopogon citratus се користи у великој количини на Филипинима и у Индонезији, где се миришљави листови традиционално додају у лечон и пржену пилетину.
Суви листови се могу користити као биљни чај, сами или за ароматизацију других чајева, дајући мирис, који подсећа на благо сладак лимунов сок, који није кисео и опор.

## Употреба у лековите сврхе
Листови лимун траве се користе у традиционалној медицини народа истока, и чест је састојак суплемената и чајних мешавина. 
У народној медицини, у Бразилу, сматра се да делује као анксиолитик, хипнотик и антиконвулзант.
У традиционалној медицини  Индије листови биљке се користе као стимуланс, за презнојавање, искашљавање, а етерично уље се користи као карминатив, седатив, аналгетик, антипиретик, против гљивица.
Истраживања су показала цитопротективно, антиоксидантно и анти-инфламаторно деловање ин витро,, као и анти-гљивична својства (иако се Cymbopogon martinii показао као ефикаснији у овом раду).
Цитронелол је компонента етарског уља Cymbopogon citratus, Cymbopogon winterianus, и Lippia alba. У истраживању, Цитронелол је смањио крвни притисак код пацова путем директног утицаја на глатке мишиће крвних судова, што доводи до вазодилатације. У једној студији, чај од лимун траве, показао се као јефтина терапија за кандидијазу код ХИВ болесника .
Уље Лимун траве које се добија дестилацијом воденом паром садржи 65-85% цитрала,  мирцен, цитронелол и гераниол. Као споредни производ дестилације добија се ароматична вода која се користи за производњу средстава за негу коже, као што су лосиони, креме и средства за чишћење лица. употребљава се у ароматерапији.

### Фармакологија
У малим дозама етерично уља није показало дејство код људи. Међутим, наредне студије су показале да етерично уље делује слично као бензодиазепини (нпр. диазепам), које се користе клинички, као анксиолитици, седативи, миорелаксанти. Упркос уоченој фармаколошкој активности, у просеку, потребно је 600-800 мг чистог етеричног уља, да се постигне клинички значајно смањење анксиозности код одрасле особе. Већина комерцијалних суплемената садржи далеко мање дозе, што указује на то да већина суплемената на бази лимун траве има анксиолитичко дејство претежно или у потпуности због индукције плацебо ефекта. 

## Утицај на инсекте
Пчелари понекад користе лимун-траву, за привлачење ројева.  Уље лимун траве је тестирано као репелент против мува пецара, које нападају стоку. 